# Eastern Professional Basketball League 1960-1961
La stagione EPBL 1960-61 fu la 15ª della Eastern Professional Basketball League. Parteciparono 8 squadre in un unico girone.
Parteciparono le stesse formazioni dell'anno precedente.

## Squadre partecipanti
- Allentown Jets
- Baltimore Bullets
- Easton Madisons
- Hazleton Hawks
- Scranton Miners
- Sunbury Mercuries
- Wilkes-B. Barons
- Williamsport Billies

## Classifica
| Squadra                      | V  | P  | %    | GB  |
| ---------------------------- | -- | -- | ---- | --- |
| Allentown Jets               | 19 | 9  | 67,9 | -   |
| Baltimore Bullets            | 19 | 9  | 67,9 | -   |
| Scranton Miners              | 15 | 13 | 53,6 | 4   |
| Sunbury Mercuries            | 13 | 15 | 46,4 | 6   |
| Wilkes-Barre Barons          | 13 | 15 | 46,4 | 6   |
| Easton-Phillipsburg Madisons | 11 | 16 | 40,7 | 7,5 |
| Williamsport Billies         | 11 | 16 | 40,7 | 7,5 |
| Hazleton Hawks               | 10 | 18 | 35,7 | 9   |

## Play-off

### Semifinali
|  | Baltimore Bullets | 132 – 107 | Scranton Miners |  |

|  | Allentown Jets | 129 – 97 | Sunbury Mercuries |  |

### Finale
|  | Baltimore Bullets | 119 – 104 | Allentown Jets |  |

### Tabellone
|  | Semifinali | Semifinali | Semifinali |           |           | Finale    | Finale | Finale |  |
|  |            |            |            |           |           |           |        |        |  |
|  | 1          | Allentown  | 1          |           |           |           |        |        |  |
|  | 1          | Allentown  | 1          |           |           |           |        |        |  |
|  | 4          | Sunbury    | 0          |           |           |           |        |        |  |
|  | 4          | Sunbury    | 0          |           | Allentown | Allentown | 0      |        |  |
|  |            |            |            |           | Allentown | Allentown | 0      |        |  |
|  |            |            | Baltimore  | Baltimore | 1         |           |        |        |  |
|  | 3          | Scranton   | Baltimore  | Baltimore | 1         | 0         |        |        |  |
|  | 3          | Scranton   |            |           |           |           |        |        |  |
|  | 2          | Baltimore  | 1          |           |           |           |        |        |  |

## Vincitore
| Campione EPBL 1961            |
| ----------------------------- |
| Baltimore Bullets (1º titolo) |

## Premi EPBL
- EPBL Most Valuable Player: Boo Ellis, Wilkes-Barre Barons
- EPBL Rookie of the Year: Dave Gunther, Williamsport Billies